# مانستان
مانِستان اصطلاحی در دین مانوی است که به مرکز عبادت و نیایش‌گاه‌های آنان گفته می‌شد.
واژهٔ مانستان از ترکیب «مان» (ریشهٔ ماندن) و «ستان» (محل و جا) تشکیل شده و روی‌هم‌رفته معنی «اقامت‌گاه» می‌دهد، چراکه برگزیدگان مانوی در آن‌جا بست می‌نشسته‌اند. در دوره ساسانی مانستان‌های زیادی در بابل، خوزستان، خراسان و چین وجود داشته است. آخرین مانستان کشف شدهٔ جهان در چین می‌باشد و به سال‌های متاخر قرن هفدهم و اوایل قرن هجدهم میلادی بازمی‌گردد. در هر مانستان غالبا خانه‌گاهی (خانقاه) برای پذیرایی از گرسنگان، بیماران و درراه‌ماندگان وجود داشته است. شباهت‌های زیادی بین مانستان های مانوی و خانقاه‌های صوفیان هست.

## منبع
1. ↑  جنبش های مانی و مزدک
2. ↑  «اویغورستان، سرزمین فرهنگ و زبان فارسی». بایگانی‌شده از اصلی در ۱۱ ژانویه ۲۰۱۲. دریافت‌شده در ۵ ژوئن ۲۰۱۱.